# Canan Topçu

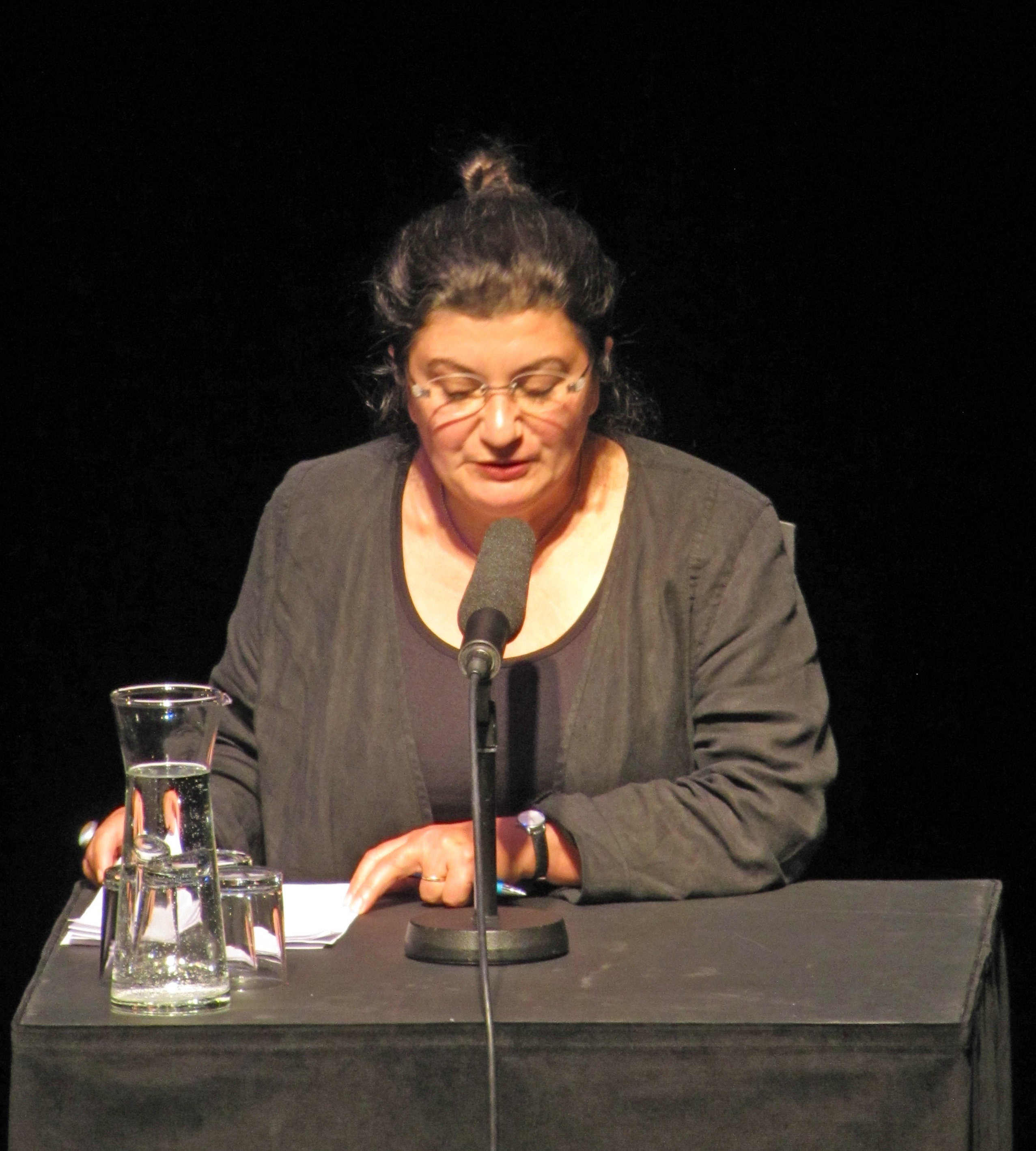
Canan Topçu (2017)

Canan Topçu (* 1965 in Bursa, Türkei) ist eine deutsche Journalistin und Autorin.

## Leben und Wirken
Canan Topçu lebt seit 1973 in Deutschland. Nach dem Abitur in Hannover absolvierte sie ein Magisterstudium der Literaturwissenschaft und Geschichte an der Leibniz Universität Hannover. 1995 gewann sie den Journalistenpreis „Fremd – na und?“, den die Ausländerbeauftragte des Landes Niedersachsen ausgelobt hatte. Sie absolvierte 1996/97 ein Volontariat bei der Hannoverschen Allgemeinen Zeitung, danach war sie von 1999 bis 2012 als Redakteurin bei der Frankfurter Rundschau tätig.
Seit 2004 ist sie Dozentin an der Hochschule Darmstadt; bis 2016 arbeitete sie am Fachbereich Media, seit 2014 lehrt sie am Fachbereich Gesellschaftswissenschaften und seit dem Wintersemester 2015/16 an der Hessischen Hochschule für Polizei und Verwaltung.
2007 veröffentlichte Canan Topçu das Buch EinBÜRGERung - Lesebuch über das Deutsch-Werden. Portraits, Interviews, Fakten., das beim Publikum, in den Feuilletons und bei der Literaturkritik positive Resonanz fand und die öffentliche Diskussion über die Situation von Migranten in Deutschland beförderte. Sie untersucht darin die Gefühle und Erlebnisse von „Fremden“ in Deutschland, reflektiert dabei ihre eigenen Erfahrungen mit ihrem „Türkisch-Sein“ und befasst sich kritisch mit dem Einbürgerungsprozedere in Deutschland. Sie hat an mehreren Buchveröffentlichungen zu verwandten Themen mitgewirkt, z. B. Was lebst Du? (2005).
Seit 2012 arbeitet sie als freiberufliche Journalistin – unter anderem für Hörfunk, Print- und Onlinemedien sowie für Publikationen von Ministerien, Stiftungen und Bildungseinrichtungen. Texte von Topçu erschienen unter anderem in der Zeit, Frankfurter Allgemeine Zeitung und im Spiegel Special Islam. Schwerpunkt ihrer journalistischen Arbeit sind Migration und Integration, dabei befasst sie sich insbesondere mit der Situation von Musliminnen und türkischen Migrantinnen in Deutschland.
Topçu ist auch als Moderatorin und Referentin tätig. Zudem engagiert sie sich ehrenamtlich in unterschiedlichen Gremien – unter anderem im Frankfurter Trägerkreis des Runden Tisches interkultureller Journalismus und im Vorstand des Hessischen Forums für Religion und Gesellschaft. Topçu ist Mitbegründerin der Neuen Deutschen Medienmacher (NDM) und Koordinatorin des NDM-Rhein-Main-Netzwerks.

## Positionen
Im Oktober 2013 kritisierte Topçu Einwanderer, welche die Schreibweise ihres Namens an die landestypische Phonetik anpassen. Diesem Schritt unterliege ein falsches Verständnis von Integration und sei eine Anbiederung an Einheimische. Stattdessen plädierte sie für Hilfe bei der richtigen Aussprache der ursprünglichen Namen.
In einem Artikel in der Wochenzeitung Die Zeit sprach sich Topçu im November 2013 in einer Replik auf den Dortmunder Journalistik-Professor Horst Pöttker aus grundsätzlichen Erwägungen dafür aus, in der Berichterstattung die ethnische Herkunft von Straftätern nicht zu nennen, wie dies die Richtlinie 12.1 des Pressekodex vorsehe, sofern diese Information „keine Erklärung für die Tat“ liefere: „unachtsame Berichterstattung“ könne „zur Stigmatisierung von bestimmten Gruppen führen“.
Im April 2017 plädierte sie dafür, dass die Anhänger des türkischen Staatspräsidenten Recep Tayyip Erdoğan unter den Deutschtürken weder „in einen Topf gesteckt werden“ noch „unterschätzt und in Schutz genommen werden“ sollten. „Der Eindruck, den ich von Erdogan-Anhängern [...] bekomme, ist: Sie denken zu wenig nach, überlassen das lieber anderen und begeben sich viel zu oft in die Opferrolle.“
In einem Artikel in der Süddeutschen Zeitung kritisierte sie 2020 den gegenwärtig praktizierten Antirassismus. Dieser gehe aus von einer „jungen akademisch gebildeten Generation“, die einerseits als „von hier“ wahrgenommen werden wolle, andererseits aber Identitätspolitik betreibe, was sich z. B. in der Selbstbezeichnung „People of Color“ und dem Zelebrieren der Herkunftskulturen widerspiegele. Rassismusvorwürfe würden inflationär und unvorhersehbar verwandt, wobei weißen Personen pauschal die Täterrolle zugeschrieben werde, People of Color hingegen die Opferrolle. Was Rassismus ist, werde, so Topçu, einseitig durch die Aktivisten definiert: Eigene Rassismuserfahrungen würden instrumentalisiert, um weißen Personen Sprechverbote zu erteilen.

## Buchveröffentlichungen
- May Ayim, Canan Topçu (Hrsg.): …aus dem Inneren der Sprache. Internat. Kulturwerk, Hildesheim 1995, ISBN 3-910069-56-8.
- Canan Topçu: EinBÜRGERung. Lesebuch über das Deutsch-Werden. Portraits, Interviews, Fakten. 1. Aufl., Brandes & Apsel, Frankfurt am Main 2007, ISBN 978-3-86099-726-0.
- Canan Topçu: Nicht mein Antirassismus. Warum wir einander zuhören sollten, statt uns gegenseitig den Mund zu verbieten. Eine Ermutigung. Quadriga Verlag 2021, ISBN 978-3-86995-115-7.[17]
  - Canan Topçu: Nicht mein Antirassismus. Warum wir einander zuhören sollten, statt uns gegenseitig den Mund zu verbieten. Eine Ermutigung. (Hörbuch, Autorenlesung) Lübbe Audio, 2021, ISBN 978-3-7540-0107-3.